# The Note
The Note Jazz Magazine ist eine drei Mal jährlich erscheinende Publikation der Al Cohn Memorial Jazz Collection, die an der East Stroudsburg University of Pennsylvania angeschlossen ist.
Die Zeitschrift The Note der Al Cohn Memorial Jazz Collection, die seit 1988 in der Kemp Library an der East Stroudsburg University in East Stroudsburg, Monroe County (Pennsylvania) untergebracht ist, erschien erstmals 1990. Herausgeber war zunächst Robert „Bob“ W. Bush, später Matt Vashlishan; Production Designer ist Charles de Bourbon. Zu den regelmäßigen Autoren der Zeitschrift gehörten und gehören Phil Woods, ferner Bill Crow, Bill Dobbins, Bill Kirshner, Dave Liebman, Sue Terry und Matt Vashlishan. Die Zeitschrift widmet sich in ihren Beiträgen sowohl Musikern der aktuellen Jazzszene als auch in Form einer historischen Perspektive den Zeitgenossen und Weggefährten von Al Cohn, wie etwa Bob Dorough, Med Flory, Gene Quill und Zoot Sims.